# 华南花蟹蛛
华南花蟹蛛（学名：Xysticus hotingchiehi）为蟹蛛科花蟹蛛属的动物。在中国大陆，分布于湖北等地。该物种的模式产地在武昌。